# Alma Guillermoprietová
Alma Guillermoprietová (27. května 1949 Mexico City) je mexická novinářka a spisovatelka zaměřující se na Latinskou Ameriku. Psala pro britský a americký tisk. Píše ve španělštině a angličtině.

## Život a kariéra
Alma Guillermoprietová se narodila v Mexico City v Mexiku. Zde se také začala zajímat o tanec a byla součástí Mexického národního baletu. Dospívání strávila v New Yorku, kam se přestěhovala s matkou. Pokračovala zde ve studiu moderního tance, kterým se jedenáct let živila. Tancem a studiem samby na škole v Rio de Janeiru byla inspirována i její první kniha Samba (1990).
Novinařině se začala věnovat v polovině 70. let, kdy psala o Sandinistické revoluci v Nikaragui pro The Guardian, a později pro Washington Post. V lednu 1982 přinesla spolu s novinářem The New York Times Raymondem Bonnerem jako první zprávy o masakru ve vesnici El Mozote, ve které rukou elitní jednotky salvadorské armády zemřelo v prosince 1981 až 900 vesničanů. Masakr přežilo jen pár osob. Tehdejší vláda Ronalda Reagana příběh odsoudila jako propagandu, pod vlivem důkazů však musela masakr přiznat.
V roce 1985 získala Guillermoprietová novinářské stipendium Alicie Pattersonové, díky kterému mohla dělat výzkum a psát o proměnách venkovského života pod správou Evropského hospodářského společenství.
Od devadesátých let pracuje Guillermoprietová jako nezávislá novinářka, její texty vychází v The New Yorker nebo The New York Review of Books. Píše o latinskoamerické kultuře, politice a občanských válkách.
Guillermoprietová začala na žádost Gabriela Garcíy Márqueze vést žurnalistické workshopy v institutu Fundación para un Nuevo Periodismo Iberoamericano, který Márquez v Kolumbii založil na podporu žurnalistiky. Od té doby pořádá workshopy pro mladé novináře na celém kontinentu.
V roce 2004 Guillermoprietová publikovala memoár La Habana en un espejo (Dancing with Cuba – Tanec s Kubou) z doby, kterou strávila na Kubě jako čerstvě dvacetiletá studentka taneční školy. V této knize se po dlouhé době psaní v angličtině vrátila ke španělštině. Než kniha vyšla, byly její části publikovány v americkém magazínu The New Yorker.
Od roku 2008 vyučuje na fakultě Centra latinskoamerických studií na univerzitě v Chicagu.

## Vybraná díla
- 1990: Samba
- 1994: The Heart That Bleeds
- 2000: Las guerras en Colombia
- 2001: Looking for History
- 2004: La Habana en un espejo (Dancing with Cuba)